# Léon Monnier
Léon Antoine Monnier (Parigi, 6 gennaio 1883 – Morainvilliers, 26 agosto 1969) è stato un altista francese.
Partecipò alle Olimpiadi 1900 di Parigi nella gara di salto in alto dove arrivò settimo con l'altezza di 1,60 m.